# Camptomyia albidula
Camptomyia albidula är en tvåvingeart som beskrevs av Boris Mamaev 1975. Camptomyia albidula ingår i släktet Camptomyia och familjen gallmyggor. Inga underarter finns listade i Catalogue of Life.